# Nigerians a la Xina
Els nigerians de la Xina són expatriants de Nigèria que viuen a la Xina. El 2014 hi havia uns 10.000 nigerians a la Xina. La majoria viuen a Guangzhou. Parlen xinès, anglès, anglès nigerià, Igbo i altres llengües de Nigèria.

## Població
Segons el senador nigerià David Mark en una visita a la Xina el maig 2014, hi havia aproximadament 10.000 nigerians que vivien a la Xina. Els nigerians viuen sobretot a Guangzhou, província de Guangdong. El 2015 l'ambaixador xinès a Nigèria Gu Xiaojie va declarar que els nigerians eren la població africana més nombrosa de la Xina.

## Història
Hi van haver nigerians implicats en els aldarulls entre africans i la policia de Guangzhou el 2009 i el 2012. El 2009 dos nigerians van fugir d'una batuda policial contra immigrants il·legals saltant per una finestra. Van resultar ferits, però hi va haver rumors que havien mort, cosa que va causar un greu aldarull. El 2012 va morir un nigerià que estava en custòdia policial després d'una disputa amb un taxista. Això va causar un altre aldarull de la comunitat africana de Guanzhou.

## Reputació
"Molts d'ells, sobretot Nigerians, són conegut per ser molt cridaners i per fumar marihuana obertament per altres homes del país; això és ridícul."
Segons Sola Onadipe, ambaixador nigerià de Pequín entre el 2014 i el 2016, els nigerians que vivien a Guangzhou eren "notoris per activitats delinqüents amb drogues dures, comportament públic provocatiu i immigració il·legal". Durant una entrevista el febrer 2014 a Vanguard, un diari nigerià, l'ambaixador lamentava que hi havia molts emigrants a Guangzhou de països africans veïns com Costa d'Ivori i Ghana i de l'Àfrica francòfona, als quals la policia no molestava, sinó que només es concentrava en la comunitat nigeriana. El juliol de 2013 molts nigerians foren apresats en un raid fet per la policia al hotel Linhua amb suposicions de que feien tràfic de drogues. L'Agència de Seguretat Pública de Guangzhou va arrestar 168 sospitosos, sobretot nigerians i malians i els van trobar heroïna, metamfetamines i una gran suma de diners. L'ambaixador nigerià va declarar que més de 50 eren nigerians.